# Liste des épisodes de Jonas L. A.

Cet article présente la liste des épisodes de la série télévisée américaine Jonas L. A. (2009-2010).
| Saison | Saison | Épisodes | États-Unis   | États-Unis     | France           | France          |
| Saison | Saison | Épisodes | Début        | Fin            | Début            | Fin             |
| ------ | ------ | -------- | ------------ | -------------- | ---------------- | --------------- |
|        | 1      | 21       | 2 mai 2009   | 14 mars 2010   | 9 septembre 2009 | 10 février 2010 |
|        | 2      | 13       | 20 juin 2010 | 3 octobre 2010 | 8 décembre 2010  | 20 avril 2011   |

## Saison 1 (2009-2010) Jonas
- Kevin Jonas, Joe Jonas, Nick Jonas et Chelsea Staub apparaissent dans tous les épisodes.
- John Ducey est absent pour deux épisodes, Nicole Anderson est absente pour quatre.

| no d'épisode | no de saison | Titre                                                 | Réalisation          | Scénario                              | Diffusion France  | Diffusion États-Unis | Code de production |
| 1 | 1            | Nick est amoureux Wrong Song                          | Jerry Levine         | Ivan Menchell                         | 23 septembre 2009 | 2 mai 2009           | 105                |
| Kevin et Joe mettent en garde Nick car il tombe trop rapidement amoureux de Penny, une de ses camarades, mais Nick ne les écoute pas. Cependant Nick a le cœur brisé quand il entend Penny chanter la chanson qu'il a écrit spécialement pour elle à son petit ami. Entre-temps, Stella crée une nouvelle ligne de vêtements appelée Stellcro et utilise Macy comme cobaye, mais la ligne s'avère être un désastre. Chansons : - Give Love a Try par Nick Jonas Invités : Bridgit Mendler (Penny), Derek DuChesne (Jimmy) Sort en DVD aux États-Unis dans Jonas: Rockin' the House le 22 septembre 2009. |              |                                                       |                      |                                       |                   |                      |                    |
| 2 | 1            | Souvenirs d'enfance Groovy Movies                     | Paul Hoen            | Ivan Menchell                         | 16 septembre 2009 | 9 mai 2009           | 102                |
| À l'occasion de l'anniversaire de leur mère, les frères essayent de faire le gâteau d'anniversaire parfait mais l'idée est un désastre lorsque lors de la réalisation de la recette les vidéos de famille sont détruites. Les garçons décident alors de rejouer et réenregistrer leurs vieux films de familles. Chansons : Aucune Invités : Rebecca Creskoff (Sandy Lucas) et Frankie Jonas (Frankie Lucas). Absents: Nicole Anderson (Macy Misa) Sort en DVD aux États-Unis dans Jonas: Rockin' the House le 22 septembre 2009. |              |                                                       |                      |                                       |                   |                      |                    |
| 3 | 1            | La Livreuse de pizza Pizza Girl                       | Paul Hoen            | Heather MacGillvray et Linda Mathious | 30 septembre 2009 | 16 mai 2009          | 107                |
| Joe, Nick et Kevin tombent tous les trois amoureux de Maria, la livreuse de pizza et essayent tous les trois de l'impressionner à leur manière. Chansons : - Pizza Girl par les Jonas Brothers Invités : Rebecca Creskoff (Sandy Lucas), Frankie Jonas (Frankie Lucas) et Scheana Marie Jancan (Maria) Sort en DVD aux États-Unis dans Jonas: Rockin' the House le 22 septembre 2009. |              |                                                       |                      |                                       |                   |                      |                    |
| 4 | 1            | Une vie presque normale Keeping it Real               | Lev L. Spiro         | Michael Curtis et Roger S.H. Schulman | 9 septembre 2009  | 17 mai 2009          | 103                |
| La mère des Jonas, Sandy, voudrait avoir une famille normale, mais les garçons réalisent qu'il leur est difficile de vivre simplement quand des fans surexcités les suivent constamment. Chansons : - Live to party par les Jonas Brothers - Keep it Real par les Jonas Brothers Invités : Rebecca Creskoff (Sandy Lucas), Frankie Jonas (Frankie Lucas), Robert Feggans (lui-même) et Kara Stribling (la petite fille) Remarques : - Robert Big Rob Feegans est le garde du corps des Jonas Brothers. |              |                                                       |                      |                                       |                   |                      |                    |
| 5 | 1            | Le Meilleur Ami du groupe Band's Best Friend          | Linda Mendoza        | Kevin Kopelow et Heath Seifert        | 28 octobre 2009   | 7 juin 2009          | 108                |
| Carl, l'ami d'enfance des frères Jonas, vient leur rendre visite mais il essaye de tirer profit de leur popularité. Entre-temps, Stella est furieuse contre Macy car celle-ci a utilisé l'argent qu'elle lui avait prêté pour s'acheter une chips collector qui ressemble à Joe. Chansons : - Keep it Real par les Jonas Brothers - We Got To Work It Out par les Jonas Brothers Invités : Frankie Jonas (Frankie Lucas), Nate Hartley (Carl Schuster) et John Lloyd Taylor (M. Costello) Remarque : - John Lloyd Taylor est le guitariste des Jonas Brothers. Sort en DVD aux États-Unis dans Jonas: Rockin' the House le 22 septembre 2009. |              |                                                       |                      |                                       |                   |                      |                    |
| 6 | 1            | Les Malheurs de Kevin Chasing the Dream               | Paul Hoen            | Kevin Kopelow et Heath Seifert        | 14 octobre 2009   | 14 juin 2009         | 104                |
| Macy voudrait être choriste sur le nouvel album de Jonas mais sa voix est horrible, ce qui place les frères dans une situation délicate car Malcolm Meckle, le président de leur maison de disques, vient voir leur enregistrement. Chansons : - Keep it Real par les Jonas Brothers Invités : Rif Hutton (Malcolm Meckle) Sort en DVD aux États-Unis dans Jonas: Rockin' the House le 22 septembre 2009. |              |                                                       |                      |                                       |                   |                      |                    |
| 7 | 1            | Victime de la mode Fashion Victim                     | Lev L. Spiro         | Michael Curtis et Roger S.H. Schulman | 7 octobre 2009    | 21 juin 2009         | 101                |
| Joe est jaloux que Stella sorte avec un garçon alors il l'appelle pour une urgence de mode ruinant ainsi le rendez-vous de Stella. En retour, Stella produit une affreuse tenue à Joe pour son rendez-vous avec le Premier ministre britannique. Chansons : - Tell Me Why par Joe Jonas Invités : Frankie Jonas (Frankie Lucas) et Chuck Hittinger (Van Dyke Tosh) Sort en DVD aux États-Unis dans Jonas: I Heart Jonas le 26 janvier 2010. |              |                                                       |                      |                                       |                   |                      |                    |
| 8 | 1            | Triangle amoureux That Ding You Do                    | Paul Hoen            | Heather MacGillvray et Linda Mathious | 4 novembre 2009   | 28 juin 2009         | 106                |
| Joe découvre combien il est dur d'être un membre de Jonas quand il craque pour une violoncelliste qui déteste les rock stars. C'est pourquoi il décide de jouer du triangle dans l'orchestre de l'école. Macy et Stella font un pari : Macy ne doit pas parler de Jonas et Stella ne doit pas envoyer de SMS. Chansons : - Blue Danube par les Jonas Brothers Invités : Peter MacKenzie (M. Phelps) et Mariah Buzolin (Angelina) Référence à : That thing you do |              |                                                       |                      |                                       |                   |                      |                    |
| 9 | 1            | Un jour sans fin Complete Repeat                      | Sean McNamara        | Ivan Menchell                         | 11 novembre 2009  | 5 juillet 2009       | 109                |
| En plus de passer une mauvaise journée, Nick a le syndrome de la page blanche. En dormant il rêve qu'il écrit une super chanson mais il n'arrive pas à s'en souvenir lorsqu'il se réveille alors Joe et Kevin essayent de recréer la mauvaise journée de Nick pour l'aider à se souvenir. Chansons : - I Did It All Again par Nick Jonas Invités : Samantha Boscarino (Amy) Absents: Nicole Anderson (Macy Misa) |              |                                                       |                      |                                       |                   |                      |                    |
| 10 | 1            | Maladie d'amour Love Sick                             | Paul Hoen            | Michael Curtis et Roger S.H. Schulman | 9 décembre 2009   | 2 août 2009          | 112                |
| Stella propose à Joe des rendez-vous mais Joe refuse pour toutes sortes de raisons, mais en réalité, il ne veut pas évoquer des sentiments pour elle. Il tombe malade, Stella ne le croit pas et se met en colère. Pendant ce temps, Macy accepte un rendez-vous avec Randolph et décide d'en faire un clone de Nick. Chansons : - Love Sick par les Jonas Brothers Invités : Graham Patrick Martin (Randolph) Sort en DVD aux États-Unis dans Jonas: I Heart Jonas le 26 janvier 2010. |              |                                                       |                      |                                       |                   |                      |                    |
| 11 | 1            | Les Trois Mousquetaires The Three Musketeers          | Savage Steve Holland | Kim Duran et Zachary Rosenblatt       | 16 décembre 2009  | 9 août 2009          | 113                |
| Les membres de Jonas passent à l'action dans une représentation scolaire des Trois Mousquetaires. Joe a le trac et décide de ne pas faire partie de la pièce. Pour une fois, les Jonas ne feront pas tous les trois la même chose et c'est Van Dyke Tosh qui obtient le rôle. Il doit y avoir une scène de baiser à la fin avec Stella et Joe commence de plus en plus à regretter son choix. Chansons : - Tell Me Why par Joe Jonas Invités : Frankie Jonas (Frankie Lucas), Chuck Hittinger (Van Dyke Tosh) et Tangelia Rouse (Mme Snart) Sort en DVD aux États-Unis dans Jonas: I Heart Jonas le 26 janvier 2010. |              |                                                       |                      |                                       |                   |                      |                    |
| 12 | 1            | Folle de lui Frantic Romantic                         | Jerry Levine         | Ivan Menchell                         | 30 décembre 2009  | 16 août 2009         | 115                |
| Un magazine lie Joe à une relation avec une célébrité, Fiona Skye (Sara Paxton). Lorsque Fiona commence à suivre Joe, lui et ses frères se rendent compte que quelque chose doit être fait. Chansons : Aucune Invités : Sara Paxton (Fiona Skye) et Robert Feggans (lui-même) Sort en DVD aux États-Unis dans Jonas: I Heart Jonas le 26 janvier 2010. |              |                                                       |                      |                                       |                   |                      |                    |
| 13 | 1            | Traitement de faveur Detention                        | Jerry Levine         | Julie Sherman Wolfe                   | 2 décembre 2009   | 23 août 2009         | 110                |
| Mme Snart permet à Joe de glisser sur un accident avec une alarme de feu, mais punit son amie Abby pour la même faute. Joe tente alors d'obtenir la punition où il réussit, et tente de s'excuser auprès de Abby avec Nick et Kevin. Pendant ce temps, Stella lutte avec son grade dans le classe P.E., et tente de faire un sport. Chansons : - Why par Joe Jonas - Keep it Real par les Jonas Brothers - Live to Party par les Jonas Brothers Invités : Tangelia Rouse (Mme Snart), Carly Lang (Abby) et Bob Glouberman (M. Spencer) Absents: John Ducey (Tom Lucas) |              |                                                       |                      |                                       |                   |                      |                    |
| 14 | 1            | Karaoké Surprise Karaoke Surprise                     | Paul Hoen            | Linda Mathious et Heather MacGillvray | 23 décembre 2009  | 6 septembre 2009     | 114                |
| Pour leur 15e anniversaire de l'amitié, Joe suggère d'organiser une fête pour Stella et obtient l'aide de Macy. Le temps que Joe et Macy passent ensemble rend Stella soupçonneuse et jalouse, alors elle tente d'extraire des informations à Joe et Macy. Après que Joe chante sa version de la chanson Give Love a Try, Stella décide de rester amie avec lui. Entre-temps Nick et Kevin parient qui est mieux à hackeysack et Kevin prend une tournure kung-fu à la concurrence. Chansons : - Give Love a Try (Joe Jonas Cover) par Joe Jonas - Keep it Real par les Jonas Brothers - Keep it Real (Instrumental) par les Jonas Brothers - Time is on our side (Instrumental) par les Jonas Brothers - Love Sick par les Jonas Brothers Invités : Aucun Sort en DVD aux États-Unis dans Jonas: I Heart Jonas le 26 janvier 2010.                                                                                         |              |                                                       |                      |                                       |                   |                      |                    |
| 15 | 1            | Tous à la maison Home Not Alone                       | David Kendall        | Linda Mathious et Heather MacGillvray | 7 février 2010    | 20 septembre 2009    | 117                |
| Kevin, Joe et Nick sont laissés seuls à la maison pendant une semaine et ils essaient de bien se comporter et à impressionner leurs parents, mais quand Frankie organise une fête, leurs plans entrent en chute libre. Entre-temps, Stella prend à son insu le contrôle du fan club de Jonas de Macy. Chansons : - Keep it Real par les Jonas Brothers - Time is on our side (Instrumental) par les Jonas Brothers Invités : Rebecca Creskoff (Sandy Lucas), Frankie Jonas (Frankie Lucas) Référence à : Home Alone |              |                                                       |                      |                                       |                   |                      |                    |
| 16 | 1            | L'Anniversaire de Stella Forgetting Stella's Birthday | Paul Hoen            | Kim Duran et Zachary Rosenblatt       | 7 février 2010    | 27 septembre 2009    | 116                |
| Quand les gars ont oublié l'anniversaire de Stella, ils essaient d'en planifier un autre, mais cela coïncide avec une grande interview. Chansons : - Time is on our side par les Jonas Brothers Invités : Jim Turner (Robert Lincoln Coler) Référence à : Forgetting Sarah Marshall Sort en DVD aux États-Unis dans Jonas: I Heart Jonas le 26 janvier 2010. |              |                                                       |                      |                                       |                   |                      |                    |
| 17 | 1            | La Caserne maudite The Tale of the Haunted Firehouse  | Paul Hoen            | Juile Sherman Wolfe                   | 7 février 2010    | 11 octobre 2009      | 119                |
| Kevin, convaincu que la caserne est hantée par le fantôme d'un pompier disparu nommé William Smith, achète tout l'équipement de chasseur de fantômes, sans écouter ses frères qui lui répètent que les fantômes n'existent pas. Chansons : Aucune Invités : Frankie Jonas (Frankie Lucas) Absents: Nicole Anderson (Macy Misa) Remarque : - Cet épisode fait référence au film REC avec ce système de camera portatif |              |                                                       |                      |                                       |                   |                      |                    |
| 18 | 1            | Premier Baiser Double Date                            | Michael Curtis       | Michael Curtis et Roger S.H. Schulman | 7 février 2010    | 8 novembre 2009      | 120                |
| Joe est jaloux parce que Stella va à un rendez-vous avec Van Dyke Tosh, alors il dit qu'il a un rendez-vous aussi. Lorsque Van Dyke demande à Joe et sa compagne de venir, Joe demande à Macy de venir. La double rendez-vous est désastreux car Stella et Joe ont essayé de marquer un point sur l'autre. Nick pendant ce temps, prépare des Cookies au nappage bleu qui deviennent une obsession pour Kevin. Puis, le soir même, Joe embrassa Stella pour la première fois durant une querelle. Le lendemain, à l'école, quand la cloche sonna Joe et Stella se donnèrent un bisou d'au revoir devant Kevin et Nick.Bien sûr, les deux frères ne comprirent pas ce qui venait de se passer et ils se demandèrent s'ils n'avaient pas manqué un bout. Chansons : Aucune Invités : Chuck Hittinger (Van Dyke Tosh) Absents: John Ducey (Tom Lucas) Sort en DVD aux États-Unis dans Jonas: I Heart Jonas le 26 janvier 2010. |              |                                                       |                      |                                       |                   |                      |                    |
| 19 | 1            | Amour excentrique Cold Shoulder                       | Paul Hoen            | Heather MacGillvray et Linda Mathious | 25 novembre 2009  | 6 décembre 2009      | 111                |
| L'ancienne petite amie de Kevin, Anya a rejoint leur lycée, mais les élèves du lycée se moquent d'elle à cause de son excentricité. Chansons : - Scandinavia par Kevin Jonas Invités : Madison Riley (Anya) Sort en DVD aux États-Unis dans Jonas: Rockin' the House le 22 septembre 2009. |              |                                                       |                      |                                       |                   |                      |                    |
| 20 | 1            | Miss Fabuleuse Beauty and the Beat                    | Savage Steve Holland | Kevin Kopelow et Heath Seifert        | 21 octobre 2009   | 24 janvier 2010      | 118                |
| Les Jonas seront les juges d'un concours de beauté. Stella décide de faire partie du concours pour prouver qu'être miss ne se résume pas qu'à la beauté mais aussi à l'intelligence. Chansons : - We Got To Work It Out par les Jonas Brothers Invités : Mark DeCarlo (lui-même), Cindy Ambuehl (Maggie Belle) et Chelsea Harris (Carrie Sue) Sort en DVD aux États-Unis dans Jonas: Rockin' the House le 22 septembre 2009. |              |                                                       |                      |                                       |                   |                      |                    |
| 21 | 1            | Tournée compromise Exam Jam                           | Paul Hoen            | Ivan Menchell                         | 10 février 2010   | 14 mars 2010         | 121                |
| Les Jonas vont faire une tournée mondiale. Macy va filmer les coulisses et ils doivent se préparer, mais un facheux contretemps va se manifester. Nick redouble. Tom décide d'annuler la tournée jusqu'à ce que Nick passe son examen. Joe et Kevin vont donc essayer de le faire réviser. Puis, puisque les Jonas ne pourront peut-être pas partir Stella se sent heureuse de pouvoir garder « son » Joe. Malheureusement pour elle, Nick eu 99 %. Ils partirent donc en tournée. Chansons : - Time is on Our Side par les Jonas Brothers - Love Sick par les Jonas Brothers - Give Love a Try par Nick Jonas - Scandinavia (Ballad Version) par Kevin Jonas - We Got to Work It Out par les Jonas Brothers - Keep it Real par les Jonas Brothers Invités : Aucun |              |                                                       |                      |                                       |                   |                      |                    |

## Saison 2 (2010-2011) Jonas L.A.
- La saison n'est pas tournée en studio mais à Los Angeles.
- Kevin Jonas, Joe Jonas, Nick Jonas et Chelsea Staub apparaissent dans tous les épisodes.
- Nicole Anderson est absente pour un épisode.

| no d'épisode | no de saison | Titre | Réalisateur       | Scénaristes                 | Diffusion États-Unis | Diffusion France                 | Code de production |
| 1 | 2            | La Casa des Jonas House Party | Paul Hoen         | Lester Lewis                | 20 juin 2010         | 8 décembre 2010 - Avant-Première | 201                |
| Quand les garçons arrivent à Los Angeles, leur voisin, DZ leur dit qu'ils devront organiser une fête pour s'intégrer, et les garçons décident de le faire. Joe essaie de se préparer à dire à Stella qu'il veut être son petit ami, mais les choses vont mal quand Vanessa Page lui offre un rôle dans un film où elle joue et Stella en arrive à une conclusion en disant à Joe qu'elle veut juste être son ami. À la fin, Kevin achète une voiture, Nick manifeste une certaine joie de revoir Macy, et ils vont tous faire le tour de Los Angeles en voiture. Chansons : - L.A. Baby par les Jonas Brothers - Set This Party Off par les Jonas Brothers - Drive par les Jonas Brothers - Keep it Real par les Jonas Brothers - Invisible par les Jonas Brothers Invités : Adam Hicks (DZ), Abby Pivaronas (Vanessa Page), Robert Feggans (lui-même), Beth Crosby (Lisa Malone) et Emma Roberts (elle-même) Remarque : - Anna Maria Perez de Tagle (Camp Rock) apparait parmi les invités de la fête. |              | |                   |                             |                      |                                  |                    |
| 2 | 2            | Nick le surfeur Back to the Beach                                                                                                | Eyal Gordin       | Marc Warren                 | 27 juin 2010         | 24 décembre 2010                 | 202                |
| Joe prépare une audition avec Vanessa Page quand il arrive dans une salle remplie de sosies de Joe. Pendant ce temps, Nick devient jaloux quand un surfeur professionnel demande à Macy de travailler dans son site web. Nick refuse pour elle et Macy commence à lui en vouloir. Il essaie alors de l'impressionner en surfant mais échoue et se noie presque. Macy l'aide à sortir de l'eau et Nick lui avoue qu'il ne s'est pas inquiété quand le surfeur lui a demandé de travailler pour lui mais qu'il ne la voit plus comme la même fille qu'avant. Cela rendit Macy joyeuse et décida de ne pas travailler pour le surfeur. Pendant ce temps, Joe rencontre Mona, qui l'auditionne, mais il a des trous de mémoire et ça marche mal, mais Stella vint lui sourire à la fenetre derrière Mona et il reprit de l'assurance. Chansons : - Fall par les Jonas Brothers Invités : Abby Pivaronas (Vanessa Page), Debi Mazar (Mona Klein), Adam Hicks (DZ), Beth Crosby (Lisa Malone) et Austin Butler (Stone Stevens) |              | |                   |                             |                      |                                  |                    |
| 3 | 2            | Jalousie Date Expectations | Paul Hoen         | Paul Ruehl                  | 2 juillet 2010       | janvier 2011                     | 203                |
| Stella rencontre Ben qui commence à la draguer et Joe finit par essayer de dissuader Ben. Pendant ce temps, Nick et Kevin préparent un tournoi de ping-pong pour célébrités et commencent à se traiter de tricheurs et DZ essaie de les raisonner. Finalement, Stella finit par aller avec Ben au rendez-vous, même si au fond, Joe et elle s'aiment, même s'ils ne prennent pas le risque de gâcher leur amitié. le tournoi se termine lorsque la balle est mangée par Chakra, le chien de Vanessa. Finalement, DZ essaie de convaincre Nick et Kevin de reprendre le tournoi mais c'est Frankie qui va finalement faire le tournoi contre DZ. Chansons : - Make it Right par Joe Jonas Invités : Robert Adamson est Ben, Adam Hicks est DZ, Abby Pivaronas est Vanessa Page et Beth Crosby est Lisa Malone, Frankie Jonas est Frankie Lucas. |              | |                   |                             |                      |                                  |                    |
| 4 | 2            | Ça tourne ! And... Action! | Paul Hoen         | Ned Goldreyer               | 11 juillet 2010      | 26 janvier 2011                  | 204                |
| Joe arriva en retard pour le premier jour de tournage du film, April pour Toujours et cela n'a pas plu à Mona. Pendant ce temps, Kevin observe Mona afin de découvrir le métier de réalisateur. DZ a son premier rendez-vous et Macy va s'occuper de lui. Lisa veut faire à Stella un massage mais fait n'importe quoi. Joe oublie le texte et il n'y a pas de répétition. Kevin souffle tout le temps le texte à Joe mais ça perturbe le tournage. Alors Mona le met dehors et Joe ne peut plus avoir le texte. Macy a fini de relooker DZ et lui donne des conseils, notamment de dire a la fille qu'il l'aime et ça fait réfléchir Nick à propos de ses sentiments pour Macy. Kevin essaie de discuter avec l'agent de sécurité pour essayer de rentrer mais elle reste impassible. Mona demande à Joe de trouver sa rock star interieure, et il chanta la chanson Invisible. Stella finit par abandonner le massage car elle ne sentait plus ses jambes et son cou. Mais elle lui dit que sa mère et elle la trouvent géniale. Nick finit par avouer ses sentiments à Macy et il vit que c'est réciproque. DZ réussit son rendez-vous avec succès mais le changement de look ne servit à rien car la fille qu'il aime à le même style que lui. Chansons : - Invisible par les Jonas Brothers Invités : Abby Pivaronas (Vanessa Page), Debi Mazar (Mona Klein), Adam Hicks (DZ), Beth Crosby (Lisa Malone), Kym Whitley (en) (l'Officier Evie), et Claire Demorest (Andrea Munroe) |              | |                   |                             |                      |                                  |                    |
| 5 | 2            | Amour, Gloire et Rivalité America's Sweethearts                                                                                  | Eyal Gordin       | Jessica Kaminsky            | 25 juillet 2010      | 2 février 2011                   | 205                |
| Mona veut faire une séance photo avec un baiser de Joe et Vanessa et Stella remarqua que Vanessa se rapprochait de plus en plus de Joe et ça la rendit jalouse. Kevin doit survivre en étant l'assistant personnel de Mona pendant une journée et s'il tient le coup, elle lui révèle le secret du grand réalisateur. Elle lui demanda d'aller chercher la boucle d'oreille manquante à sa paire et il emmena Nick. Finalement Joe décida d'inviter Vanessa à sorir après avoir parlé à Stella et ils font tous les deux faux-bond à Mona. Kevin et Nick trouvèrent la boucle d'oreille de Mona et Kevin réclama le secret. Elle lui dit que le secret c'est de réaliser pour avoir l'expérience. Kevin tourna alors son premier film: L'ours en peluche assassin. Dans ce mini-film, un bruit étrange retentit dans la chambre de Stella, et Vanessa est enlevée. Nick est étranglé par l'ours et l'ours finit par avoir tout le monde. Chansons : - Hey You par les Jonas Brothers Invités : Abby Pivaronas est Vanessa Page, Debi Mazar est Mona Klein et Beth Crosby est Lisa Malone. |              | |                   |                             |                      |                                  |                    |
| 6 | 2            | Le Secret The Secret | Paul Hoen         | Grace Parra                 | 1er août 2010        | 9 février 2011                   | 206                |
| Nick commence à sortir avec Macy mais pendant ce temps la nièce de Big Rob, Kiara, passe une journée à la maison et découvre leur secret. Pendant ce temps, Joe doit s'entrainer à la boxe pour une scène de Forever April et engage un entraîneur. Nick passe un marché avec Kiara : elle garde le secret et en échange elle chante une chanson avec Nick, mais cette chanson est dédiée à Macy. Joe donne accidentellement un coup de poing dans l'œil de Kevin en s'entrainant et ça devient un cocard. Chansons : - Set This Party Off par les Jonas Brothers - Keep it Real par China Anne McClain - Your Biggest Fan par Nick Jonas et China Anne McClain Invités : Robert Feggans (lui-même), China Anne McClain (Kiara), Beth Crosby (Lisa Malone) et Ransford Doherty ( Chuck) |              | |                   |                             |                      |                                  |                    |
| 7 | 2            | Sushis et Compagnie A Wasabi Story                                                                                               | John Stuart Scott | Danny Warren                | 8 août 2010          | 16 février 2011                  | 207                |
| Vanessa prévoit un dîner double rendez-vous pour elle et Joe avec Ben (Robert Adamson) et Stella, mais les choses deviennent difficiles quand il devient évident que Joe et Stella ont encore des sentiments l'un pour l'autre. Ben le découvrit et rompit avec Stella. Entre-temps, Macy bouscule Nick et Kevin pendant une partie de golf et après avoir gagné un pari, organise pour elle et Stella de prendre en charge la maison principale tandis que les garçons devront être dans la maison d'hôtes. Stella finit par avouer à Vanessa qu'elle a des sentiments pour Joe et Vanessa développa de la haine pour Stella, mais ne la manifestait qu'en l'absence de Joe. Chansons : - Chillin' in the Summertime par les Jonas Brothers Invités : Robert Feggans (lui-même), Abby Pivaronas (Vanessa Page), Robert Adamson (Ben), Alec Mapa (le chef Shiraki et Beth Crosby (Lisa Malone) |              | |                   |                             |                      |                                  |                    |
| 8 | 2            | Cascades périlleuses Up in the Air                                                                                               | John Stuart Scott | Marc Warren                 | 15 août 2010         | 23 février 2011                  | 208                |
| Stella décide de mettre ce qu'elle a appris en confectionnant des costumes pour le groupe en bonne usage pour la création de costumes pour le cinéma, mais sa première affectation est de travailler sur les vêtements de Forever Avril. De son côté, Nick tente de trouver le cadeau idéal pour sa belle (Macy). Il fabriqua une tasse artisanale avec écrit Nick & Macy, mais Kiara invita des amis pour venir se moquer de la tasse de Nick. Pendant ce temps, Vanessa s'invite chez les Jonas en dormant dans la chambre des filles mais elle ronfle fort. En la présence de Joe, Vanessa ne manifeste aucune haine envers Stella. Macy offrit une montre flambant neuf à Nick et il se sentit nul avec sa tasse. Macy lui avoua que c'est Kevin qui a acheté la montre et Nick lui montra la première idée de Kevin, des boucles d'oreilles flambant neuves. Joe s'entrainait à une scène où il devait voler sur des cordes qui le perchèrent très haut. Stella et Vanessa arrivèrent et se crièrent dessus sous les yeux de Joe. Joe descendit et parla avec chacune d'elles. Il décida de rompre avec Vanessa car elle a dit qu'elle allait faire renvoyer Stella et tout de suite elle trouva un autre petit ami. Joe se dit qu'il ne devait pas compromettre son amitié avec Stella mais aussi ne pas laisser qui que ce soit les éloigner. Chansons : - Things Will Never Be The Same par les Jonas Brothers Invités : Abby Pivaronas (Vanessa Page), Debi Mazar (Mona Klein), China Anne McClain (Kiara), Frank Collison (Larry), Brian Borello (Blake) et Beth Crosby (Lisa Malone) |              | |                   |                             |                      |                                  |                    |
| 9 | 2            | Le Clip vidéo Direct to Video | Paul Hoen         | Ned Goldreyer et Paul Ruehl | 22 août 2010         | 2 mars 2011                      | 209                |
| Kevin est déçu après que son père a embauché un réalisateur de clip vidéo populaire pour le dernier clip vidéo du groupe, mais, après un désaccord avec la vision du réalisateur, Kevin prend ses responsabilité et réalise la vidéo lui-même. Pendant ce temps, Frankie essaie de conquérir le cœur de Macy, au déplaisir de Nick. Le clip vidéo tourné est celui de Drive. Chansons : - Drive par les Jonas Brothers Invités : Frankie Jonas est Frankie Lucas, John Ducey est Tom Lucas, Antony Del Rio est Mc P et Beth Crosby est Lisa Malone |              | |                   |                             |                      |                                  |                    |
| 10 | 2            | La Peste d'Hollywood The Flirt Locker                                                                                            |                   |                             | 29 août 2010         | 9 mars 2011                      | 210                |
| Une blogueuse de célébrités connue accepte de faire la critique du nouveau film de Joe, il décide alors de flirter avec elle pour prouver à Stella que son charme est universel. Le flirt se transforme vite en cauchemar car la blogueuse se persuade qu'elle et Joe sortent ensemble. Stella et Macy décident alors d'aider Joe et inventent un plan pour sortir Joe de cette relation, dans un premier temps en faisant dire à Joe tous ses défauts. Cependant cette technique se révèle être un échec, Jessika se sentant encore plus attirée par l'honnêteté de Joe. En dernier recours Stella décide de révéler à Joe devant Jessika son amour pour lui, technique qui se révéla efficace, convainquant la blogueuse mais également ( malheureusement) Joe. Stella ne comprenant pas cela lui fit comprendre que ce n'était qu'une fausse déclaration d'amour, heurtant encore plus les sentiments de Joe. IL décida alors de partir faisant prendre conscience à Stella que cette dernière l'aimait encore, ce qu'elle confia a Macy. En parallèle, Nick rencontre un grand producteur de musique, à l'issue de l'entretient le producteur se révèle intéressé par Nick, mais seulement pour une carrière solo. De retour à la maison, Macy découvre et révèle aux Jonas que Jessika a écrit sur son site que Nick se lançait dans une carrière solo. pendant l'épisode Big Rob essaie d'entrainer Kevin pour l'aider à faire à nouveau des saltos sur scène, sans le ménager étant donné qu'il a abimé ses fleurs. Chansons : - Critical (Piano Version) par Nick Jonas Invités : Abbie Cobb (Jessika), Robert Feggans (lui-même), Stephen Kearin (Mantra), et Beth Crosby (Lisa Malone). |              | |                   |                             |                      |                                  |                    |
| 11 | 2            | Balade en bateau Boat Trip |                   |                             | 12 septembre 2010    | 16 mars 2011                     | 211                |
| Joe en veut toujours à Stella d'avoir joué avec ses sentiments et Stella en veut à Joe de l'ignorer. Nick et Macy essayent alors de les réconcilier en leur organisant un tour en bateau. Pendant ce temps, David Henrie défie Kevin à une compétition en direct dans sa nouvelle émission : L'ultime challenge de David Henrie, à cause d'un ancien conflits donc Kévin ne se souvient même plus. En effet une ancienne petite amie de David Henrie l'a quitté pour aller avec le frère Jonas. Et la raison pour laquelle Kevin ne s'en souvenait pas était que le frère en question n'était pas lui mais Joe, mettant fin à la dispute entre les deux célébrités ( mais en débutant une autre Endre Henrie et Joe). Lors de la croisière en bateau, Nick se rend compte que l'ancre du bateau s'est coincée au fond de la mer et ne veut pas remonter, provoquant l'hystérie de Macy, pendant ce temps Joe se rend compte que Stella est vraiment faite pour lui, et qu'il veut sincèrement sortir avec elle. Au moment où Joe décide, sous les conseils de Nick et Macy de révéler ses sentiments à Stella, sa tante débarque sur un petit bateau : les ayant suivis, elle est en mesure de les sauver et les ramener à terre. Toutes les interruptions n'empêchent finalement pas Joe de demander à Stella de devenir sa petite amie. Chansons : - Chillin' in the Summertime par les Jonas Brothers - Make It Right par Joe Jonas Invités : David Henrie est lui-même, Emily Osment est elle-même et Beth Crosby est Lisa Malone. |              | |                   |                             |                      |                                  |                    |
| 12 | 2            | Sur les ondes On the Radio |                   |                             | 26 septembre 2010    | 6 avril 2011                     | 212                |
| Stella accepta la demande de Joe et Lisa, qui était venue les sauver s'en alla. Lorsque de nombreuses rumeurs annoncent que les Jonas se séparent, Kevin, Joe et Nick se rendent à une émission de radio pour que leurs fans savent que le groupe est toujours ensemble. Durant l'interview, les gars avouent chacun qu'ils ont chacun travailler sur leurs propres autres projets; Nick sur un projet musical solo, Kevin a été approché par David Henrie pour réaliser son premier long métrage : Camp Ninja, mais Joe restait silencieux. Stella l'appela en direct pour lui dire de révéler son secret et il révéla qu'il va jouer dans la suite de Forever April où il tourne en Nouvelle-Zélande. Stella était si bouleversée qu'elle raccrocha. Stella confia alors à Macy qu'elle voulait partir. Une fois rentrés, Macy leur fit faire le point sur leur situation et ils décidèrent de faire passer le groupe avant. Joe cherchait Stella et Macy lui avoua qu'elle est partie avec Lisa. Chansons : - Summer Rain par Joe Jonas Invités : David Henrie (lui-même), Stephen Kearin (Mantra), Abby Pivaronas (Vanessa Page), Beth Crosby (Lisa Malone), Debi Mazar (Mona Klein), Chris Wylde (Marty) et Shannon Durig (Janine) |              | |                   |                             |                      |                                  |                    |
| 13 | 2            | Rockeurs pour la vie ! Wishing Not About the Last Time (u.s.a.) The Futur Goes On Them ! (Royaume-Uni) Rock, Band & End (Canada) |                   |                             | 3 octobre 2010       | 20 avril 2011                    | 213                |
| Stella est partie et Joe et Kevin décident de partir en voiture la chercher mais la voiture tombe en panne. Pendant ce temps, Nick et Macy préparent un concert secret pour prouver aux fans que les Jonas restent soudés quand Macy reçoit un appel de Stella. Ils apprennent qu'elle va prendre le prochain vol pour le New Jersey. Macy essaya de la dissuader en lui disant que Joe va tout faire pour la rattraper avant de la perdre définitivement mais ça ne va que l'inciter à partir plus vite. La voiture démarra mais tomba en panne plus loin et Kevin demanda à un type qui gère un mini-restaurant de lui donner de la nourriture pour sa voiture mais comme cela prenait trop de temps, Joe partit à pied. Joe courut désespérément mais c'était trop tard, l'avion de Stella était parti. Kevin dut parler avec le frère du gérant pour le convaincre d'alimenter sa voiture. En l'absence de Joe et Kevin, Macy dut aller retenir les fans en faisant des blagues, mais elle n'était pas drôle. Joe s'en voulait mais vit Stella assise sur sa valise et lui dit qu'elle n'a pas eu le cœur à partir même si elle lui en voulait. Joe s'excusa et lui fit une déclaration d'amour devant tous les voyageurs, puis il l'embrassa. Il faisait nuit et Macy continuait ses blagues nulles quand les Jonas arrivèrent pour mettre le feu et sauver leur groupe. Macy acheva son V-log et les Jonas chantèrent L.A. Baby autour du feu pour leur dernier soir. Ceci est le dernier épisode de la saison ainsi que de la série. Chansons : - Feelin' Alive par les Jonas Brothers - L.A. Baby (acoustique) par les Jonas Brothers - Critical par Nick Jonas Invités : Abby Pivaronas (Vanessa Page), Beth Crosby (Lisa Malone), Debi Mazar (Mona Klein), China Anne McClain (Kiara), Frankie Jonas (Frankie Jonas), Robert ''Big Rob'' Feggans (lui-même), John Taylor (lui-même), Paul Rae (Gus), Ed Brigadier (un touriste allemand). |              | |                   |                             |                      |                                  |                    |